# Störung einer Amtshandlung
Die Störung einer Amtshandlung bezeichnet in Deutschland eine Handlung (Amtshandlung), die nach § 164 Strafprozessordnung unterbunden werden kann.

## Systematische Einordnung
Das Festnahmerecht des § 164 StPO ist zu unterscheiden von einer vorläufigen Festnahme zur Identitätsfeststellung nach § 127 StPO, die keine Störung voraussetzt, und der vorläufigen Festnahme bei Straftaten in einer Sitzung (§ 183 S. 2 GVG).

## Störungshandlung und Rechtsfolgen
§ 164 StPO lautet:

„Bei Amtshandlungen an Ort und Stelle ist der Beamte, der sie leitet, befugt, Personen, die seine amtliche Tätigkeit vorsätzlich stören oder sich den von ihm innerhalb seiner Zuständigkeit getroffenen Anordnungen widersetzen, festnehmen und bis zur Beendigung seiner Amtsverrichtungen, jedoch nicht über den nächstfolgenden Tag hinaus, festhalten zu lassen.“

Der Störer kann im Falle einer vorsätzlichen Behinderung strafprozessualer Ermittlungshandlungen festgenommen werden, wenn er einer Anordnung, den Ort der Amtshandlung zu verlassen, nicht nachkommt.
§ 164 StPO wendet sich an alle Störer und damit beispielsweise auch an anwaltliche Rechtsbeistände von Zeugen. Die Festnahme eines Anwalts kommt nach dem Grundsatz der Verhältnismäßigkeit allerdings nur ausnahmsweise in Betracht. Stört der Beistand bei Vernehmungen auf dem Dienstzimmer, reicht in aller Regel seine Entfernung aus dem Raum (Ausschluss). Im Hinblick auf die Pressefreiheit (Art. 5 Abs. 1 GG) und den medialen Programmauftrag dürfen ausgewiesene Pressevertreter im Zusammenhang mit polizeilichen Einsätzen nur eingeschränkt werden, wenn die polizeilichen Aufgaben sonst nicht erfüllt werden könnten.
Das Festnahmerecht ermächtigt alle zuständigen Amtsträger, die eine rechtmäßige Amtshandlung vornehmen. Dies betrifft überwiegend Vollzugsbeamte der Polizei und Staatsanwälte im Außendienst. Es muss sich nicht zwingend um einen Einsatzleiter handeln. Ist ein solcher nicht zugegen, darf beispielsweise auch die Besatzung eines Funkstreifenwagens nach § 164 StPO vorgehen. Die Störung kann unter anderem Beeinflussungen verbaler oder tätlicher Art umfassen, zum Beispiel ständige Zurufe oder Wegdrängen beteiligter Personen. Die bloße Befürchtung, es werde zu einer Störung kommen, reicht für § 164 StPO aber nicht aus.
Als Strafverfolgungsmaßnahme sind Anordnungen nach § 164 StPO sog. Justizverwaltungsakte und unterliegen der Nachprüfung durch die ordentlichen Gerichte, nicht der Verwaltungsgerichtsbarkeit.
Gefährdet ein Störer zugleich die öffentliche Sicherheit oder öffentliche Ordnung, beispielsweise wenn eine Menge Schaulustiger den Straßenverkehr behindert, ist seitens der Polizei ein Platzverweis oder der Polizeigewahrsam als Maßnahme der Gefahrenabwehr zulässig. Der Freiheitsentzug ist durch eine richterliche Bestätigung über Rechtmäßigkeit und Fortdauer zu verifizieren, es sei denn, dass der Grund der Maßnahme bis zur richterlichen Entscheidung voraussichtlich wegen Entlassung entfällt.
Strafrechtlich sind bei solchen Störungen gegebenenfalls auch die Vergehen Widerstand gegen Vollstreckungsbeamte oder Gefangenenbefreiung zu prüfen.